# Pandemic (film)
Pandemic este un film american thriller științifico-fantastic din 2016, regizat de John Suits după un scenariu cret de Dustin T. Benson. Rachel Nichols are rolul unui medic care conduce un grup pentru a găsi supraviețuitori ai unei pandemii mondiale. Pandemic este filmat din punct de vedere al persoanei I, similar cu jocurile video în genul shooter la persoana I.

## Intrigă
Lauren Chase, medic din New York, vine în Los Angeles pentru a găsi supraviețuitori ai unei pandemii mondiale. Ea este asistată de echipa sa, printre care se află Gunner, Denise și Wheeler. 
Filmul începe cu dr. Chase căreia i se prezintă clădirea care este folosită pentru monitorizarea, tratarea și eutanasierea bolnavilor. Ea este dusă prin celule aflate la mai multe etaje și este desemnată într-o echipă de cercetași care caută supraviețuitorii. Ei i se promite un leac dacă se infectează și i se spune să nu-și informeze echipa dacă se întâmplă acest lucru. Au pornit imediat către o școală despre care se zvonea că ar avea în jur de 89 de supraviețuitori ai bolii. 
Pe drumul către școală, ei întâlnesc o femeie neinfectată care cerșea ajutor. Ei coboară din autobuz pentru a ajuta, dar sunt atacați de un grup de neinfectați disperați să iasă din oraș. Gunner împușcă câțiva dintre aceștia, în timp ce ceilalți urcă în autobuz și pleacă. Gunner alergă după autobuz, abia reușind să urce. 
Pe drum, se întâlnesc cu un autobuz galben de școală. Gunner își dă seama că era un autobuz de la unitate. Gunner îl obligă pe Wheeler să se oprească pentru a putea inspecta autobuzul școlar. Gunner își găsește soția, care este moartă.   
În sfârșit, ajung la școală, unde echipa găsește provizii. Căutând supraviețuitorii, echipa întâlnește o cameră baricadată din interior. Odată ce trec de uși, ei află că toți supraviețuitorii sunt morți. După câteva secunde, o parte din cei infectați se trezesc și atacă echipa. Toți, cu excepția lui Gunner, scapă printr-o fereastră. 
Wheeler se separă de Dr. Chase și Denise, aceștia își caută adăpost în altă parte, într-un magazin abandonat, unde Dr. Chase mărturisește că este Rebecca Thomas care își caută fiica, Megan. 

## Distribuție
- Rachel Nichols ca Lauren Chase / Rebecca Thomas
- Alfie Allen ca Wheeler
- Paul Guilfoyleca doctor Greer
- Danielle Rose Russell ca Meghan Thomas
- Missi Pyle ca Denise
- Mekhi Phifer ca Gunner

## Lansare
Pandemic  a avut premiera la FrightFest Glasgow la 26 februarie 2016. A înlocuit filmul Cell în ultimul moment. XLrator Media a realizat o lansare limitată a filmului la 1 aprilie 2016. A fost lansat prin video la cerere la 4 aprilie 2016.

## Recepție
În ciuda unor recenzii pozitive, părerea generală a criticilor a fost majoritar negativă. Situl Rotten Tomatoes îi oferă un scor Tomatometru de 44%, pe baza a 16 recenzii dintre care nouă au fost clasificate drept majoritar negative (rotten, putrezite) și șapte ca fiind mai ales pozitive (fresh, proaspete). Scorul mediu a fost de 4.75 din 10.
Jonathan Hatfull, de la SciFiNow, l-a descris ca fiind "un film energetic de acțiune POV cu zombie cu o acțiune impresionantă și personaje mai puțin impresionante". Anton Bitel de la Twitch Film l-a numit „un portret minuțios al prăbușirii rapide a societății”, care este și „o colecție de clișee ale genului”. Howard Gorman de la Shock Till You Drop a scris, „Bazându-se mai mult pe narațiune și pe jucătorii implicați... Pandemic reușește să-și păstreze publicul concentrat și distrat." Dennis Harvey de la Variety l-a numit „o peliculă solidă, chiar dacă nu chiar memorabilă, în canonul mereu în expansiune al cinematografiei filmelor de supraviețuire în fața nemorților”. Justin Lowe de la Hollywood Reporter, în comparație cu Noaptea morților vii și cu alte filme de zombie, a spus că împărtășește teme similare, dar îi lipsește realismul și seriozitatea. Martin Tsai, de la Los Angeles Times, a scris că „Pandemic se dovedește înfricoșător, dar sporadic, maximizând tensiunea derivată din pericolele necunoscute”.

## Vezi și
- 2016 în științifico-fantastic
- Listă de filme apocaliptice